# L'Homme qui venait de la haine
Pour plus de détails, voir Fiche technique et Distribution.
L'Homme qui venait de la haine (El hombre que vino del odio) est un film policier espagnol sorti en 1971, réalisé par León Klimovsky.

## Synopsis
Un déserteur américain de la Guerre du Viêt Nam se rend à Rome pour enlever une danseuse albanaise.

## Fiche technique
Sauf indication contraire, les informations mentionnées dans cette section peuvent être confirmées par la base de données cinématographiques IMDb,  présente dans la section « Liens externes ».
- Titre français : L'Homme qui venait de la haine[2]
- Titre original espagnol : El hombre que vino del odio
- Réalisation : León Klimovsky
- Scénario : Eduardo Manzanos Brochero
- Image: Eastmancolor, 2.35 : 1
- Date de sortie : 1971
- Durée : 81 min
- Pays :  Espagne
- Langue : espagnol

## Distribution
- Dennis Safren : Joe
- Luciana Paluzzi : Theresa
- Lang Jeffries : Daniel
- Julio Peña : Sergei
- Bedy Moratti : Nadia
- Barta Barri Vittorio
- Miguel del Castillo : homme de main de Gracov
- Antonio Mayans : lieutenant
- Luis Induni : inspecteur
- Emilio Rodríguez : directeur de théâtre
- José Nieto
- Gustavo Rojo : agent de voyage
- George Rigaud : juge militaire
- Fernando Hilbeck : avocat de Joe (non crédité)

## Remake
En 1974, une version complètement ré-écrite et re-montée est sortie aux États-Unis sous le titre Mean Mother.